# Martin Strakoš
Martin Strakoš (1972 v Ostravě) je český památkář a historik architektury.

## Život
Pracuje jako památkář v Národním památkovém ústavu v Ostravě. zabývá se především architekturou 19. a 20. století. Současně vyučuje na Filozofické fakultě Ostravské univerzity.
Je členem spolku Za krásnou Ostravu. Pořádá procházky za památkami tohoto města.

## Spisy
- GORYCZKOVÁ, Naďa; STRAKOŠ, Martin; ŠLAPETA, Vladimír; VYBÍRAL, Jindřich. Slavné vily Moravskoslezského kraje. Ilustrace Markéta Kubačáková. 1. vyd. Praha: Foibos, 2008. 197 s. ISBN 978-80-87073-09-4.
- STRAKOŠ, Martin. Průvodce architekturou Ostravy = Ostrava architecture guide. 1. vyd. Ostrava: Národní památkový ústav, územní odborné pracoviště v Ostravě, 2009. 451 s. ISBN 978-80-85034-54-7.
- STRAKOŠ, Martin. Nová Ostrava a její satelity : kapitoly z dějin architektury 30.-50. let 20. století. Ostrava: Národní památkový ústav, územní odborné pracoviště v Ostravě, 2010. 199 s. ISBN 978-80-85034-60-8.
- STRAKOŠ, Martin. Ostravské interiéry. Ilustrace Roman Polášek. Ostrava: Fiducia, 2011. 239 s. ISBN 978-80-905106-0-9.
- STRAKOŠ, Martin. Radnice Slezské Ostravy jako vychýlený svorník mezi tradicí a moderností. 1. vyd. Ostrava: SPOK - Spolek pro ostravskou kulturu, 2011. 58 s. (Architektonické ikony Slezské Ostravy; sv. 1). ISBN 978-80-904096-0-6, ISBN 978-80-87508-04-6.
- STRAKOŠ, Martin. Kulturní domy na Ostravsku v kontextu architektury a umění 20. století : základní kameny společnosti. Ostrava: Národní památkový ústav, územní odborné pracoviště v Ostravě, 2012. 159 s. ISBN 978-80-85034-68-4.
- ROSOVÁ, Romana; STRAKOŠ, Martin; KANIOVÁ, Petra; HALÁTEK, Dalibor. Průvodce architekturou Opavy = Opava architecture guide. Překlad Christopher Hopkinson. 2. vyd. Ostrava: Národní památkový ústav, územní odborné pracoviště v Ostravě, 2016. 399 s. ISBN 978-80-85034-92-9. (česky, anglicky)
- STRAKOŠ, Martin; ROSOVÁ, Romana; RYŠKOVÁ, Michaela. Průvodce architekturou Krnova = Krnov architecture guide. 1. vyd. Ostrava: Národní památkový ústav, územní odborné pracoviště v Ostravě, 2013. 399 s. ISBN 978-80-85034-75-2. (česky, anglicky)
- STRAKOŠ, Martin; ROSOVÁ, Romana; POLÁŠEK, Roman. Opavské interiéry. Ilustrace Roman Polášek. Ostrava: Fiducia, 2014. 239 s. ISBN 978-80-905106-9-2.
- STRAKOŠ, Martin. Po sorele brusel, kov, sklo, struktury a beton : kapitoly o architektuře a výtvarném umění 50. a 60. let 20. století od Bruselu po Ostravu. Ostrava: Národní památkový ústav, územní odborné pracoviště v Ostravě, 2014. 199 s. ISBN 978-80-85034-83-7.
- STRAKOŠ, Martin. Nádraží Ostrava - Vítkovice : historie, architektura, památkový potenciál. Praha: Národní památkový ústav, 2017. 255 s. ISBN 978-80-87967-14-0.

### Vysokoškolské učebnice
- STRAKOŠ, Martin. Urbanizace I : dějiny urbanismu a urbanizace. 1. vyd. Ostrava: Ostravská univerzita, 2010. ISBN 978-80-7368-933-9.

Dále je autorem nebo spoluautorem řady publikací a článků na téma dějiny architektury a urbanismu.